# Алегорія живопису (Вермер)
«Алегорія живопису» (нід. Allegorie op de schilderkunst) — картина голландського художника Яна Вермера, створена в період між 1666 та 1669 роками. Сюжетом слугувало власне уявлення художника стосовно процесу створення картини. «Алегорія живопису» — достеменно відома назва цієї роботи, яку в 1676 році його дружина Катаріна передала своїй матері Марії Тінс, намагаючись таким чином врятувати картину вже покійного чоловіка від кредиторів. Думки дослідників розділилися й не існує спільної точки зору стосовно сюжету: автор зоборазив лише художника за роботою у власній майстерні, невідомо, чи існує певне приховане алегоричне значення. Відомим є лише те, що Вермер під час створення цієї картини реалізував усі притаманні йому художні навички: передачу падіння світла та поводження з глибиною відтінків при зображенні предметів.
Свого часу картина «Алегорія живопису» привернула увагу Гітлера. В 1940 році він обманом придбав її у нащадків графа Яромира Черніна з наміром включити до запланованого, але так і не реалізованого, музею фюрера у Лінці. Після закінчення другої світової війни представники США повернули картину до Австрії, де з 1958 року під інвентарним номером 9128 вона перебуває у колекції віденського музею історії мистецтв. У 2011 році після спроб нащадків графа Черніна повернути собі картину міністерство культури Австрії вирішило, що вона не підпадає під акт про реституцію.

## Історія
Картина «Алегорія живопису» створювалася в період пізньої творчості художника. Завдяки своєму авторитетові Вермер вже двічі був обраний головою делфтської гільдії Святого Луки, а переважна більшість його картин зосереджувалася у делфтських колекціонерів та покровителів. Цікавлячись його творчістю до його майстерні приїздили з інших міст. В цей період художник також створює картину «Дівчина з перловою сережкою», яка в наш час визнана найвідомішою роботою Вермера та навіть «північною Мона Лізою». В такій атмосфері творчого підйому й була започаткована робота над картиною «Алегорія живопису». Вона не була створена на замовлення й залишалася у власності Вермера до його смерті. Декілька років, що передували цьому, були для його родини особливо тяжкими, оскільки через війну та економічну кризу ринок мистецтва зазнав занепаду, що своєю чергою негативно відбилося на діяльності Вермера як художника, так і торговця предметами мистецтва. Він збанкрутував, не зміг розрахуватися з усіма кредиторами й, за словами його дружини, впав у такий розпач через фінансову скруту, що занедужав та помер. Таким чином Катаріна залишилася годувальницею одинадцяти дітей та просила дозволу у Високого Суду Голландії та Фрисландії на відстрочку виплати кредиторам. Дев'ятнадцять робіт Вермера згідно з заповітом мали відійти його дружині та тещі. Намагаючись врятувати картини від кредиторів у 1676 році Катаріна передала своїй матері Марії Тінс «Алегорію живопису». Наступні відомості про картину з'являються в 1772 році. Вона перебувала у власності барона Герарда ван Світена, який мешкав у Відні, був придворним лікарем імператриці Священної Римської імперії Марії-Терезії, реформатором австрійської служби охорони здоров'я та медичної університетської освіти. Після його смерті картина перейшла у спадок його синові — барону Готфріду ван Світену. Останній помер в 1803 році й протягом десяти років «Алегорія живопису» залишалася у власності його нащадків. Лише в 1813 році її придбав спадковий чеський шляхтич, найбільший землевласник Богемії, видатний діяч чеського національного відродження та меценат національного музею — Ойген Карл Чернін. Після його смерті в 1845 році згідно із заповітом картина відійшла до приватної колекції його сина Яромира. 
У 1938 році Яромир Чернін намагався продати картину, але нові закони, які прийняв нацистський уряд після аншлюсу Австрії, забороняли продаж творів мистецтва за кордон. Потенційним покупцем мав стати американський промисловець, мільярдер, філантроп і меценат Ендрю Меллон, який запропонував 1 мільйон доларів, що таким чином зробило б її найдорожчою картиною у світі на той час. В березні 1938 року Чернін опинився у скрутному становищі. Його нова дружина Алікс-Мей Оппенгайм (нім. Alix-May Oppenheim) була онукою відомого єврейського банкіра. Через це вона та її попередній чоловік граф Роланд фон Фабер-Кастель (нім. Roland von Faber-Castell) зазнали антисемітських нападок у популярному нацистському виданні Der Stürmer. Сестра Черніна взагалі була одружена з головним супротивником Гітлера в Австрії федеральним канцлером Куртом Шушнігом, якого одразу відправили до в'язниці. В 1939 році тютюновий магнат із Гамбурга Філіп Реемтсма (нім. Philipp Reemtsma), який був близьким другом рейхсмаршала Германа Герінга та спонсором НСДАП, запропонував придбати у Черніна картину за 1,8 мільйона рейхсмарок. Герінг підтримав угоду, але австрійські чиновники заблокувати її та закликали Гітлера втрутитися в цю ситуацію. Секретар лідера нацистів надіслав їм у відповідь телеграму, в якій зазначалося, що картину не можна продавати без особистої згоди фюрера. В цей час дружина Яромира Черніна зазнала нових утисків. У лютому 1940 року гестапо втрутилося в її суперечку з колишнім чоловіком щодо опіки над дітьми й позбавило Алікс-Мей батьківських прав. Пізніше того ж року вона була офіційно оголошена «єврейкою та ворогом держави», а її паспорт вилучили. В 1942 році Гітлер дав дозвіл своїм поплічникам розпочати процес придбання картини. Його особистий секретар Мартін Борман пропонував використати будь-які несплачені Черніним податки, як привід конфіскувати картину. Німецький мистецтвознавець, спеціальний уповноважений Гітлера зі створення колекції запланованого музею фюрера в Лінці доктор Ганс Поссе особисто вирушив, щоб домовитися про купівлю картини за ціною Гітлера. Він рекомендував Черніну прийняти пропозицію, оскільки «Гітлер так чи інакше отримає картину». Угода відбулася й колишній власник отримав 1,65 мільйона рейхсмарок. Проте, це не вберегло його родину від подальшого переслідування. Того ж року його дружину виселили з їх будинку в Богемії, а самого Яромира згодом заарештувало гестапо й відправило до в'язниці, змушуючи фізично працювати, не пред'явивши при цьому жодних обвинувачень.
Така увага до картини з боку нацистської верхівки була викликана тим, що з середини 1930-х років і впродовж наступних війн Гітлер та його прибічники розпочали один із найбільших в історії проєктів колекціонування витворів мистецтва. Здебільшого обманом та грабунком на загарбаних територіях нацисти накопичували величезну частину культурних скарбів. Власне Гітлер виявився одним із найпалкіших шанувальників творчості Вермера, де його основним конкурентом у пошуку та колекціонуванні картин голландця був лише Герман Герінг. За задумом Гітлера в місті Лінц мали збудувати європейський культурний центр з художньою галереєю в центрі комплексу. Саме в ній ключове місце відводилося картині Вермера «Астроном», яка відігравала в житті Гітлера особливу роль. Вона потрапила до нього після того, як була викрадена з Парижу під час окупації Франції. Відповідальний за конфіскацію творів мистецтва на окупованих територіях Альфред Розенберг у приватному листуванні з найближчим помічником Гітлера, коментуючи факт викрадення картини для фюрера, наголошував: «Я вважаю, що це принесе йому велику радість». «Астроном» разом з «Географом», що потрапили до лідера нацистів, мали бути своєрідним відображенням націоналістичних амбіцій Гітлера, оскільки він вихваляв ранні «німецькі» наукові досягнення. «Алегорія живопису» мала зайняти ключове місце після завершення художньої галереї, більш відомої як Музей фюрера (нім. Führermuseum).
Німеччина стрімко програвала війну й картину, разом з іншими витворами мистецтва, було вирішено рятувати від бомбардувань союзними військами. В 1945 році її привезли до соляної шахти поблизу Альтаусзе, невеликого міста в Австрії. Саме тут, серед вісімнадцяти тунелів, які розкинулися на 67 кілометрів, вона була знайдена разом зі ще 6500 витворами мистецтва. Американські війська під керівництвом відповідального за пам'ятки, образотворче мистецтво та архіви Ендрю Річі перевезли «Алегорію живопису» до Відня.

Після закінчення війни нащадки родини Чернін упродовж багатьох років намагалися повернути «Алегорію живопису» у свою власність. Їх адвокати апелювали до федерального міністерства освіти, науки та досліджень з вимогою віддати картину, яка наразі оцінена в 100 мільйонів євро. У відповідь представники міністерства у наголошували, що рішенням комісії позови родини Черніна про реституцію відхилені. Аргументом цьому слугує та огбставина, що Гітлер законно отримав картину, сплативши більше одного мільйона рейхсмарок або, приблизно, 3,5 мільйона євро за сучасними мірками. Проте, законність цієї угоди адвокат родини Олександр Тайсс заперечував, вказуючи, що після аншлюсу Австрії нацисти дозволили Яромиру Черніну продати картину лише Гітлеру.

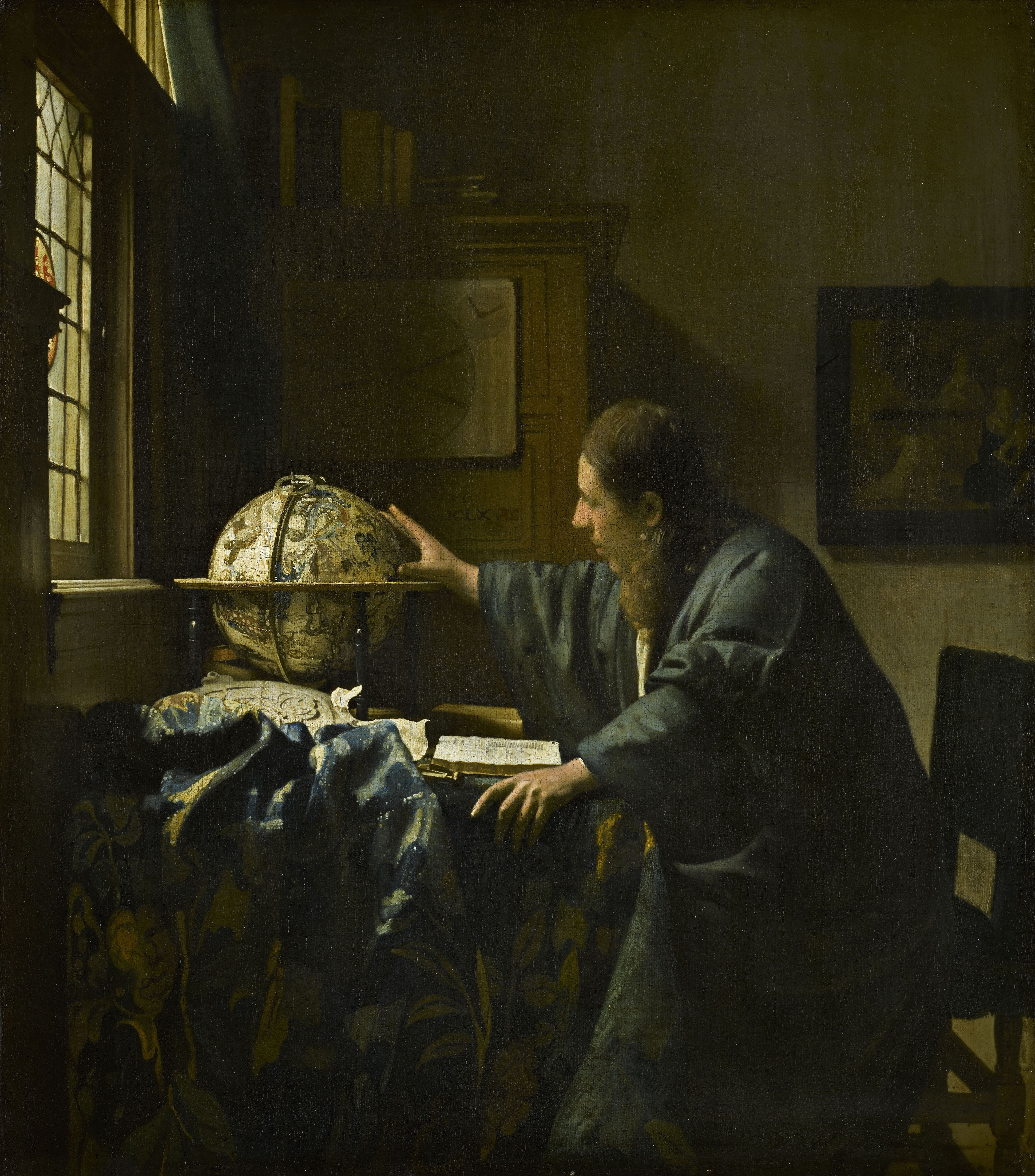
«Астроном»
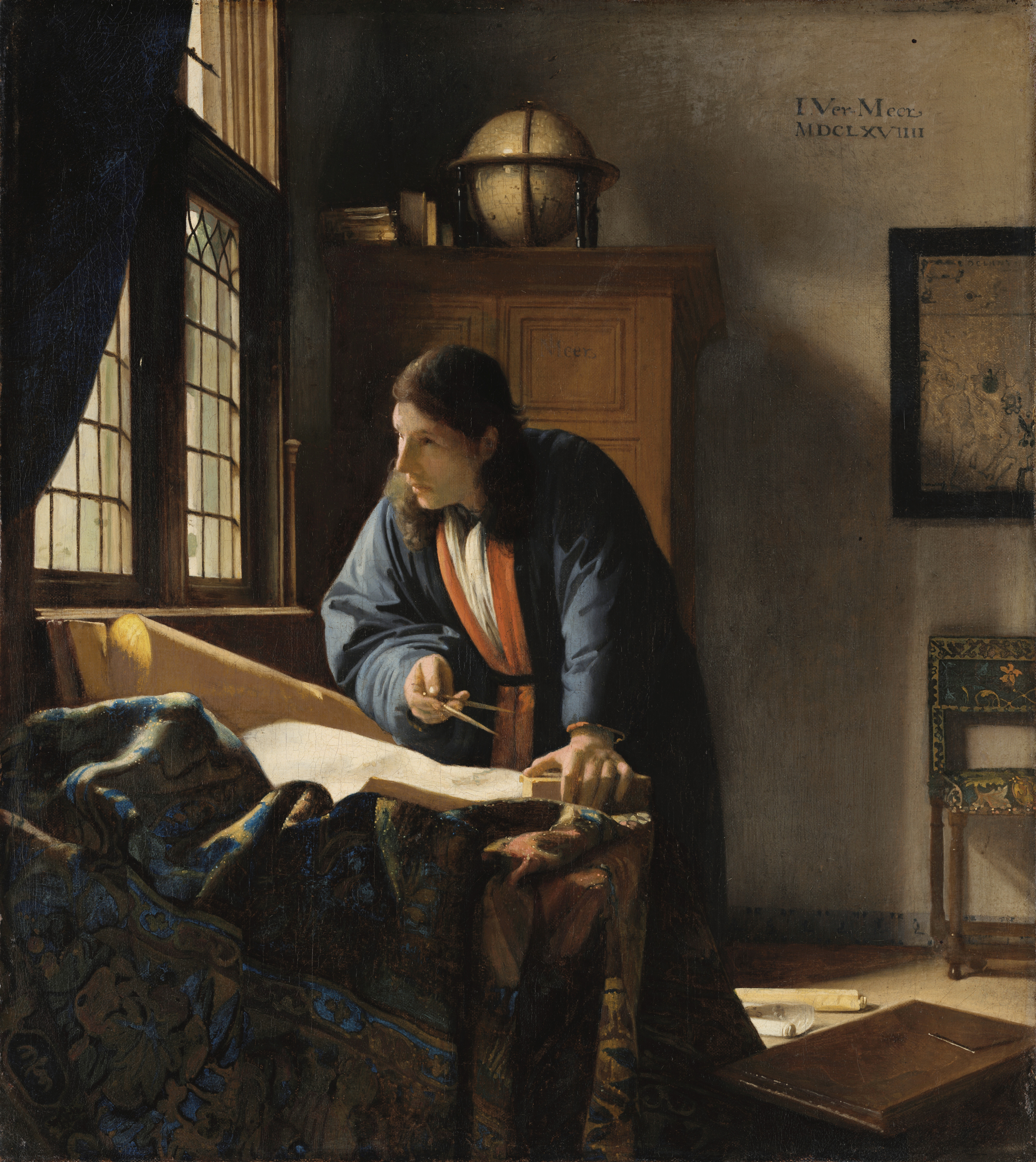
«Географ»
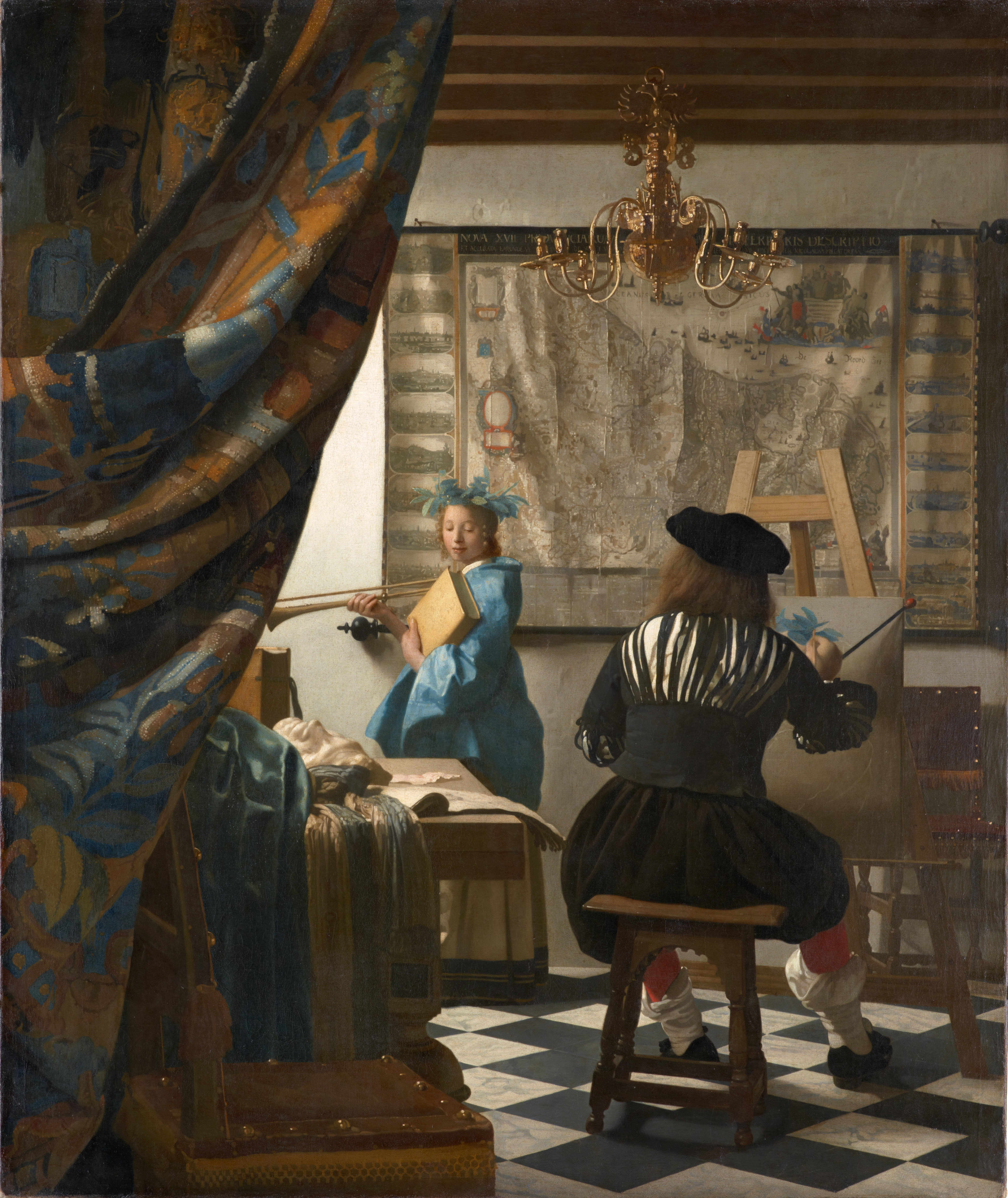
«Алегорія живопису»

## Опис

### Сюжет
Хоча картини художників у їхніх майстернях були достатно популярним сюжетом, «Алегорію живопису» не наслідував жодний із відомих художників, навіть попри те, що Вермер чітко написав деякі мотиви. Він наслідував своїх колег сучасників, зображуючи модель, що позує, саме у вигляді музи. Саме юність Кліо є певним уособленням розвитку мистецтва. У нідерландській живописній традиції довгий час кохання між художником і його музою вважали платонічним й зображали за допомогою натяків та алегорій. Наприклад Франс ван Міріс Старший намалював свое бачення сюжету з художником захопленим модно одягненою моделлю. Хоча дівчину видно лише зі спини, але вона дивиться на нас із вже готової картини. З філософської точки зору Вермер був прикладом яскраво вираженного ейдетичного художника, оскільки його спосіб уявлення про картини та спосіб спілкування з глядачем за їх допомогою був виразно візуальним і не мав літературного походження. У цьому відношенні можна говорити про певну тотожність між інтересами Вермера та Веласкеса, який помер приблизно в той час, коли голландець починав свій творчий шлях. Інколи дослідники проводять паралелі між картинами «Фрейліни» та «Алегорія живопису». Ці роботи виникли в різних соціальних контекстах, що свідчить про їх цілком різні початкові призначення та досить різну інтерпретацію задуму художника. Проте відмінність придворної культури Мадрида та міського середовища Делфта не завадила Веласкесу та Вермеру виразити певні претензії на привілейовану роль художника у розкритті та формуванні знань. Таким чином вони відіграли значну роль для сучасної історії мистецтва, яка розглядає саме мистецтво як діяльність, що має балансувати між інтелектуальною та фізичною працею.

### Виконання
«Алегорія живопису» є відомою жанровою картиною Вермера, а також яскравим прикладом голландського реалізму. Інколи ця робота вважається повномасштабною алегорією, певним коментарем до мистецтва живопису та власне ролі митця в суспільстві. Цілком імовірно, що ця картина була автопортретом художника під час роботи, але як інша у подібному жанрі «Алегорія католицької віри» — найменше підходила до стилю Вермера. Хоча вона містить певне відображення його певних міркувань про мистецтво живопису, це полотно заледве розкриває самого художника чи його методи роботи. разом з тим ця картина мала якесь незвичайне значення для Вермера, через що він зберігав її до самої смерті. Певна «театральність» сюжету навмисно підкреслюється завісою, яка відсувається ліворуч, ніби під час сценічного дійства. Глядачеві видно яскраво освітлену студію, де художник, який сидить спиною до глядача, малює модель. Кімната набагато елегантніша, ніж звичайна художня майстерня, що підкреслено золотою люстрою, вишуканими меблями, дорогою мармуровою підлогою та іншим.
Вермер відомий своєю майстерністю використовувати світло, колір, перспективу та об'єкти повсякденного життя задля відображення фундаментальних людських емоцій. У картині «Алегорія живопису» він зміг передав свої особисті переконання та уявлення про те, чого прагне досягти художник створюючи твір мистецтва. Ключовою для сюжетом виглядає відкрита зліва завіса, що слугує певним відсиланням до театральності того, що відбувається навколо, а споглядачу картини відведенна роль глядача у театрі. На задньому плані дівчина стоїть спокійно та з мирним виразом, одягнена як муза історії Кліо. Своїм виглядом вона гармонійно зливається з оточенням в той час, як художник контрастує з ним. Реалістичність голландського інтер'єру XVII століття підкреслено за допомогою світла, що проникає через вікно до кімнати. Глибина різкості та перспектива свідчать про те, що Вермер користувався лінзою камери-обскури для створення цієї сцени. Кожен із намальованих об'єктів у кімнаті вирізняється значною деталізацією, а одяг і карта на стіні підкреслюють знання технічних навичок. Маска, яка лежить обличчям догори на столі, уособлює імітацію (imatatio), нагадуючи, що мистецтво імітує візуальну реальність. Костюм художника та навколишня оздоба покликані навіювати відчуття історії, як явища, бо зображенний одяг був непритаманний тогочасним Нідерландам та відносився до більш ранньої епохи. Саме це може бути певним свідченням, що зображений художник скоріше ідентифікував себе зі своїми попередниками, аніж з сучасниками. Карта на стіні є точною копією реальної, яка зображає сімнадцять провінцій Нідерландів, до моменту їх поділу на північні та південні провінції згідно з мирним договором 1648 року. Люстра з двоголовим орлом символізує недавнє минуле, пов'язане з династією Габсбургів, які мали юрисдикцію над сімнадцятьма провінціями. Також цей птах був офіційним символом австрійської династії Габсбургів. Картина ніби демонструє, що завдяки використанню лінійної перспективи та світлотіні живопис допомагає побачити тривимірну глибину та твердість навколішніх форм. За іншим тлумаченням люстра може символізувати католицизм, а відсутність свічок — це посилання на його придушення панівною протестантською вірою. Карта, що покриває задню стінку студії, містить розрив, що символізує поділ між нідерландською республікою на півночі та фламандськими провінціями під владою Габсбургів на півдні. Загалом карта могла слугувати навіть ілюстрацією того, як далеко поширилася слава про Вермера — від Антверпена до Амстердама, через усі школи голландського реалістичного живопису, включаючи Утрехт, Гарлем, Лейден, Дордрехт і Делфт. Інші меблі та фурнітура студії символізують лишень матеріальний добробут, який можуть собі дозволити талановиті художники.
Існує думка, що Вермер зобразив свою старшу доньку Марію у вигляді музи Кліо, а себе — художником, що сидить біля мольберта. Він використовував два дзеркала, щоб спроєктувати себе в сцену так, що він був приблизно вдвічі більший, ніж мав би бути, та, здавалося, підіймаючись міг би вдаритися об люстру. Лавровий вінок на голові моделі зазвичай трактується як символ історичного тріумфу. Крім того, лавр може представляти поезію та частину природи, а картина виступає власним баченням Вермера творчості в цілому. Схожі риси погруддя дівчини у вигляді Кліо можна простежити на картині «Дівчина з перловою сережкою» Для сучасників Вермера модель художника була б миттєво впізнана за її сукнею як муза Кліо, одне з дев'яти уособлень найвищих стандартів мистецтва та філософії в грецькій міфології, яка стала покровителькою історії. Вона передається майже точно так, як описав Чезаре Ріпа в одній із найпопулярніших тогочасних книг про емблеми та персоніфікації мистецьких предметів — «Iconologia». Голландський переклад цього важливого для художників італійського твору, зроблений Дірком Пітерсзоном Персом, уперше з'явився в 1644 році, й Вермер, якщо не мав примірника особисто, то добре знав цю книгу. Кліо та власне художник — це повідомлення, яке полягає в тому, що живопис стоїть на одному рівні з іншими видами мистецтвами, такими як поезія та філософія. За іншою інтерпретацією Вермер зобразив карту розділених на той час Нідерландів позаду моделі в образі музи Кліо, щоб наголосити на тому, що «історія розсудить всіх».
Колір відігравав важливу роль у всіх картинах Вермера й він мав особливу слабкість до холодного блакитного відтінку. Для отримання синього кольору, який у його виконанні досить часто яскраво виражений, художник використовував мінерал лазурит. Проте, через дорожнечу цієї фарби, Вермер був змушений використовувати її лише на останньому, верхньому шарі, а для нижнього використовувати азурит чи смальту, інколи індиго. В часи створення картини Голландська республіка вела чергову війну з Королівством Англії й використовувати дорогі матеріали для живопису було доволі витратною справою. Ймовірно лазурит Вермер отримав від одного з колекціонерів витворів мистецтва, можливо, Пітера ван Руйвена, чий зять Якоб Діссіус провів великий аукціон 21 картини Вермера в Амстердамі в 1696 році. Інші фарби, якими користувався художник, були звичайними в тогочасній палітрі. Для отримання жовтого кольору, окрім традиційної вохри, Вермер використовував фарбу на основі олова, а також в незначній кількості «неаполітанську жовту» — антимонат свинцю (Pb₃(SbO₄)₂). Зелений колір Вермер, як і його колеги, отримував завдяки різноманітним видам зеленої глини, надаючи перевагу їм, а не мідній зелені (Ауєрсбергова зелень). Червоний колір художник отримував використовуючи коновар, сурик, червеців, фернамбукове дерево та червоної охристої глини. 

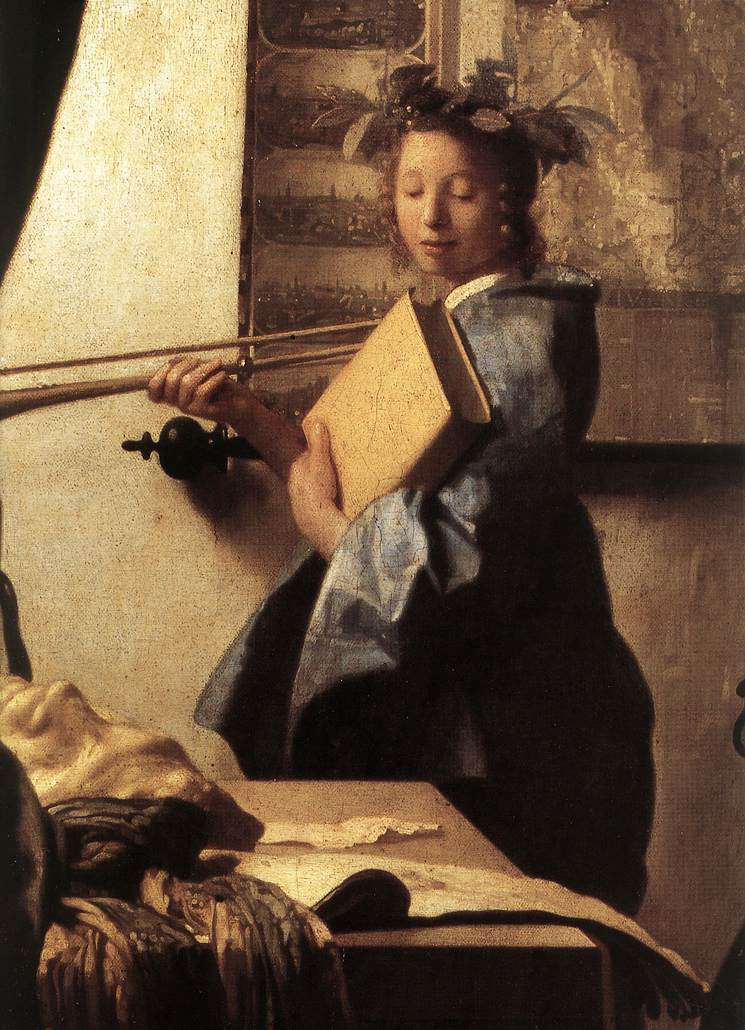
Модель у образі музи Кліо
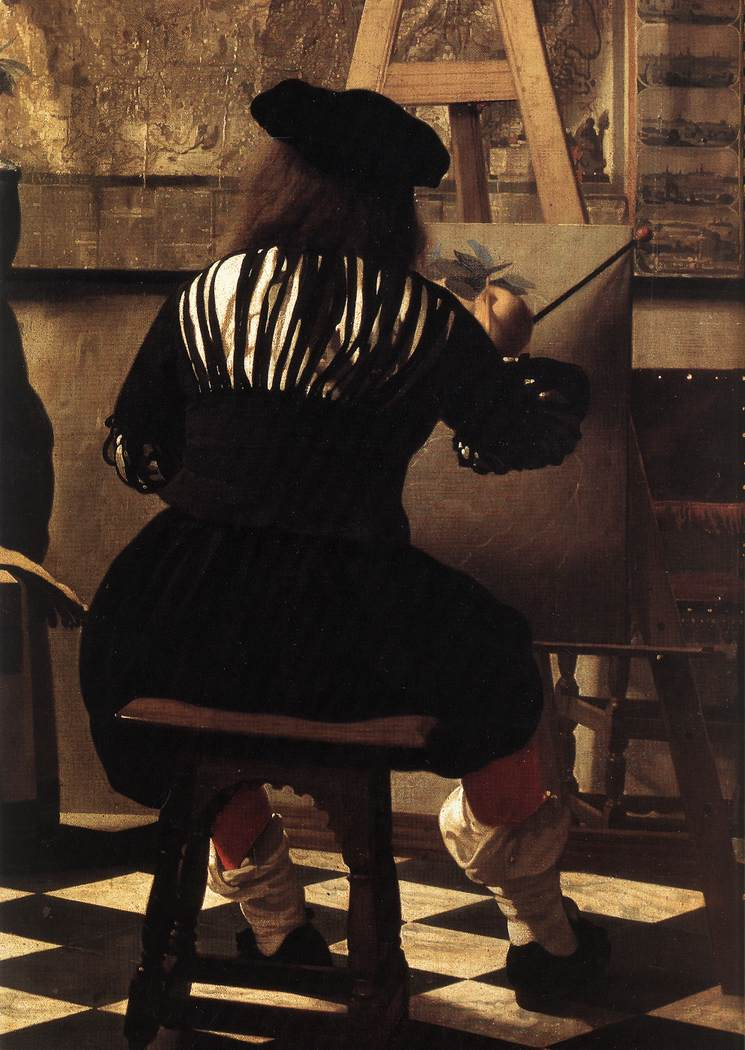
Художник під час роботи над картиною
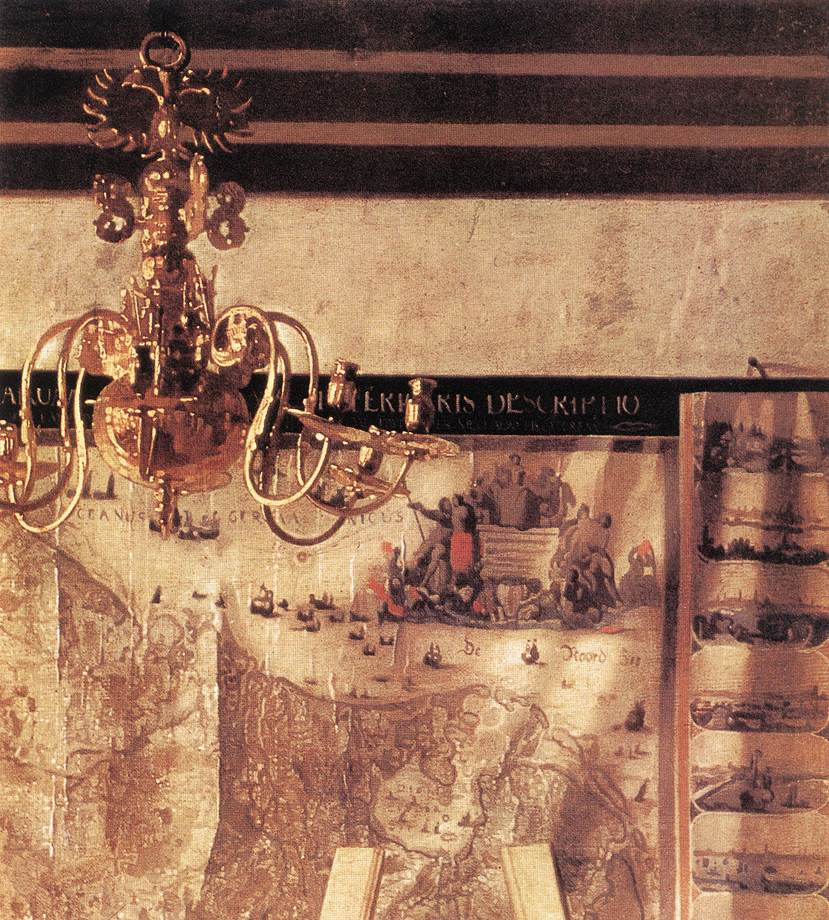
Деталі інтер'єру — карта та люстра.
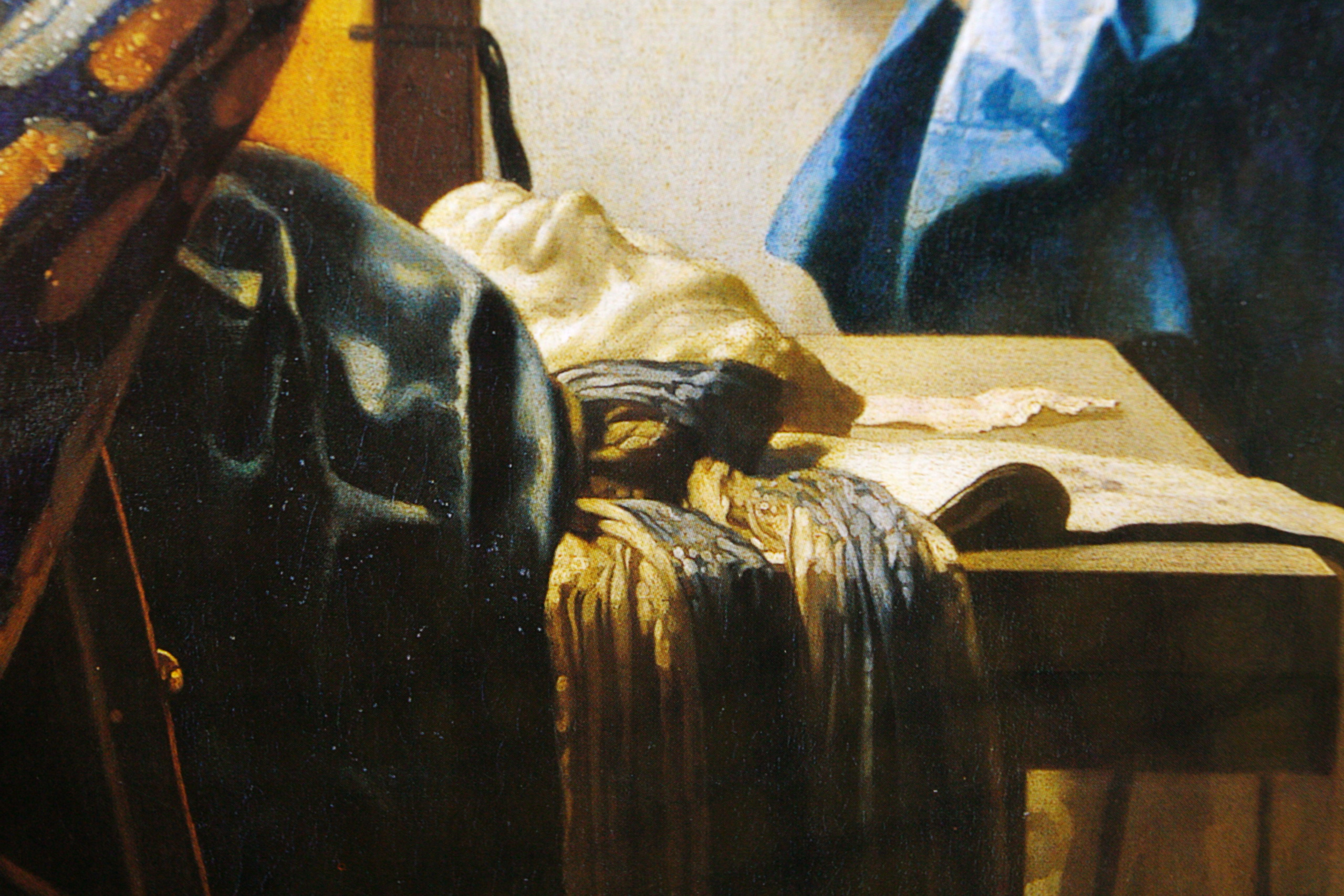
Деталі інтер'єру — маска на столі.

## Відгуки
Нідерландський колекціонер витворів мистецтва, історик мистецтва та директор музею Мауріцгейс Абрагам Бредіус наступним чином відгукувався про картину: «Чудовий момент у житті любителя мистецтва, коли він раптово опиняється перед невідомою досі картиною великого майстра, недоторканою, на оригінальному полотні, без жодної реставрації, такою, якою вона вийшла з майстерні художника!…Ми маємо тут — я схильний сказати — шедевр Йоганна Вермера з Делфта».
Мистецтвознавець та дослідник Совінін В. А. характеризував цю роботу Вермера наступним чином. За його переконанням художник ніколи особливо не виділявся прихильністю до алегоричних сюжетів. Проте, перебуваючи під впливом від італійського академізму, як і багато інших нідерландських художників, ймовірно задумав створити парні картини. Ними могли стати «Алегорія живопису» та «Алегорія католицької віри». Якщо з першою картиною Вермер не розлучався до самої смерті — друга відносно швидко після створення була продана.
Почесний професор історії мистецтв Сиракузського університету штату Нью-Йорк, спеціаліст з голландського й фламандського мистецтва XVII століття Вейн Франітс (нід. Wayne Franits) вважає, що ця картина виступає афірмацією католицизму та важливості образів перед обличчям кальвіністського іконоборства, а подібність «Алегорії живопису» й «Алегорії католицької віри» свідчить про те, що мистецтво та релігія були тісно пов'язані у свідомості Вермера.
Австрійська історик мистецтва; генеральна директорка музею історії мистецтв у Відні, а також директорка віденських музеїв етнології та театру Сабіна Гааг назвала ймовірну реституцію картини «болючою втратою». За її переконанням «Алегорія живопису» — «абсолютна коштовність і поки ще занадто рано навіть думати про її повернення нащадкам колишніх власників».